# Trận Panipat lần thứ nhất
Trận Panipat lần thứ nhất, diễn ra vào ngày 21 tháng 4 năm 1526, giữa các quân đội xâm lược của Babur nhà Thiếp Mộc Nhi và triều đại Lodi của Ấn Độ. Trận đánh diễn ra ở miền bắc Ấn Độ, đánh dấu sự khởi đầu của Đế quốc Mughal và sự kết thúc của Vương quốc Hồi giáo Delhi. Đây là một trong những trận chiến đầu tiên liên quan đến vũ khí sử dụng thuốc súng và pháo binh dã chiến ở tiểu lục địa Ấn Độ mà quân đội Mughals đưa vào sử dụng trong trận chiến này.

## Bối cảnh

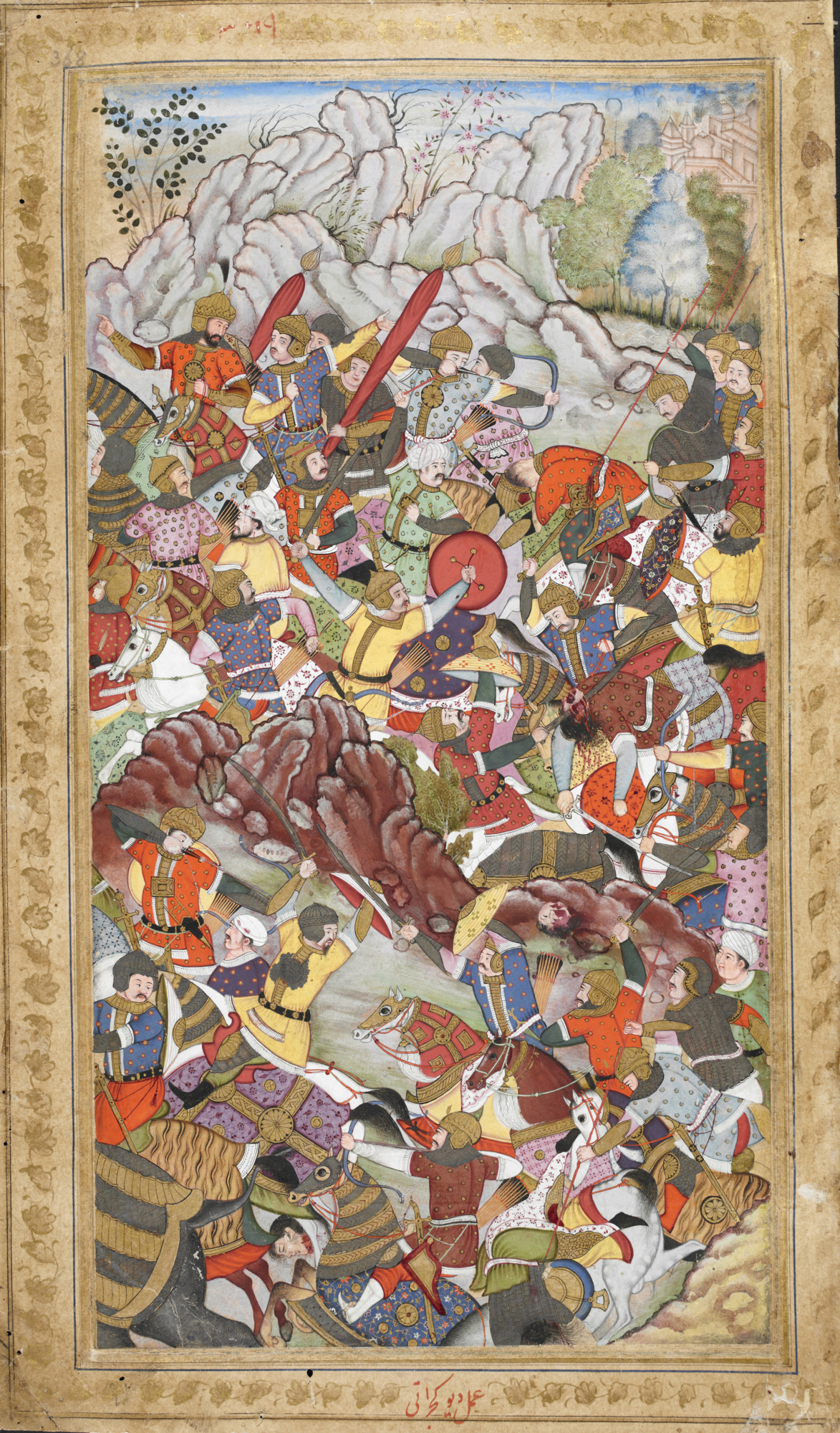
Trận Panipat giữa quân của Babur và Ibrahim Lodi (1526). Babur được Daulat Khan Lodi mời vào Ấn Độ và đánh bại Ibrahim Lodi. Tranh minh họa cho Vaqi 'at-i Baburi, của Deo Gujarati, khoảng năm 1590

Sau khi để mất thành Samarkand lần thứ hai, Babur đã chuyển sang mục tiêu chinh phục Ấn Độ khi ông đến bờ sông Chenab vào năm 1519. Cho đến năm 1524, mong muốn của Babur là chỉ mở rộng phạm vi cai trị của mình đến vùng Punjab, chủ yếu là để hoàn thành di sản kế thừa từ cụ tổ Timur, vì nó từng là một phần của đế chế của ông. Vào thời điểm đó, các vùng đất miền bắc Ấn Độ nằm dưới sự cai trị của Ibrahim Lodi của triều đại Lodi, tuy nhiên vương triều Hồi giáo Delhi lúc này đã suy yếu và có nhiều người tạo phản. Babur đã nhận được lời mời từ Daulat Khan Lodi, Phó vương Punjab và từ Ala-ud-Din, chú của Ibrahim. Babur đã phái sứ giả đến Ibrahim, yêu cầu anh ta bị trừng phạt bởi anh ta và anh ta có quyền với ngai vàng của đất nước, tuy nhiên, vị sứ giả này đã bị giam giữ tại Lahore và chỉ được thả ra nhiều tháng sau đó.
Babur khời hành đến Lahore, Punjab, vào năm 1524 nhưng nhận thấy Daulat Khan Lodi đã bị quân đội của Ibrahim Lodi đánh bỏ chạy. Khi Babur đến Lahore, ông đã chạm trán quân đội Lodi và  đánh tan đội quân này. Để đáp lại, Babur đã đốt cháy và trừng phạt người dân ở thành phố Lahore trong suốt hai ngày. Ông sau đó đã tiến quân đến Dipalpur và phong Alam Khan, một người chú nổi loạn khác của Lodi, làm phó vương. Alam Khan nhanh chóng bị lật đổ và phải bỏ chạy sang Kabul. Để đáp trả, Babur đã cung cấp binh sĩ cho Alam Khan. Đạo quân này sau đó kết hợp với Daulat Khan Lodi tạo nên một đội quân có khoảng 30.000 người, tiến đến Delhi vây hãm Ibrahim Lodi. Tuy nhiên, Ibrahim Lodi đã đánh bại họ và buộc quân của Alam phải rút lui. Babur lúc này nhận ra rằng Lodi sẽ không để yên cho mình chiếm giữ Punjab.

## Trận chiến
Biết được quy mô của quân đội của Ibrahim, Babur bảo vệ sườn phải đối mặt với thành phố Panipat. Cùng lúc đó, ông cho đào một chiến hào phủ đầy cành cây để bảo vệ sườn trái của mình. Ở trung tâm, ông cho đặt 700 chiếc xe ngựa được nối lại với nhau bằng dây thừng. Giữa mỗi hai xe, lại bố trí những công sự nổi để lính dùng súng hỏa mai có thể bắn. Babur cũng đảm bảo ở đó 
Khi quân đội của Ibrahim đến nơi, ông cảm thấy đường để lọt vào trận tuyến của quân đội của Babur quá hẹp để phát động tấn công. Trong khi Ibrahim bố trí lại lực lượng của mình để dàn trận hẹp hơn, Babur đã nhanh chóng tận dụng tình huống để đánh vào sườn (Tulghuma) quân đội Lodi. Nhiều đơn vị của quân đội Delhi không thể làm được gì và phải tháo chạy khi họ dần thất thế. Ibrahim Lodi bị giết trong khi cố gắng rút lui và chặt đầu dâng lên cho Babur. Tổng cộng có hơn 20.000 binh sĩ của Lodi đã thiệt mạng trong trận chiến.

### Lợi thế của pháo binh trong trận chiến
Súng của Babur đã chứng tỏ nó là là bài phán quyết của trận đánh này, trước tiên là vì Ibrahim không có pháo binh dã chiến, mà còn vì tiếng súng nổ đã khiến voi của Ibrahim sợ hãi, quay đầu và giẫm đạp lên chính quân mình.

### Chiến thuật

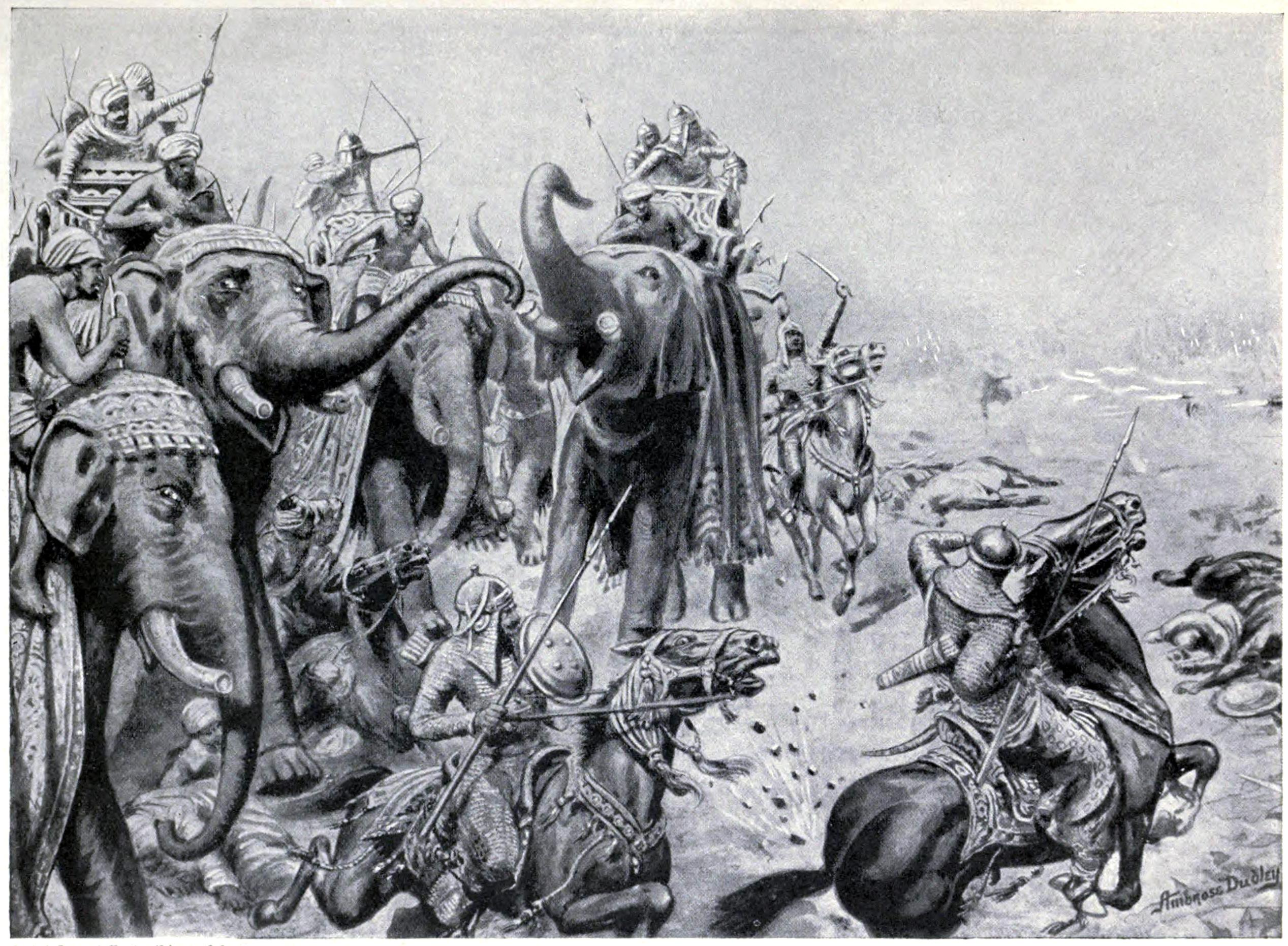
Babur sử dụng pháo binh tại Panipat, 1526

Các chiến thuật sử dụng bởi Babur được tulguhma và Araba. Tulguhma có nghĩa là chia toàn bộ quân đội thành nhiều đơn vị khác nhau - bên trái, bên phải và trung tâm. Các bộ phận bên trái và bên phải được chia nhỏ thành các bộ phận phía trước và phía sau. Thông qua đó, một đội quân nhỏ có thể được sử dụng để bao vây kẻ thù từ mọi phía. Bộ phận Chuyển tiếp Trung tâm sau đó được cung cấp xe đẩy (araba) được đặt thành hàng đối diện với kẻ thù và buộc vào nhau bằng dây thừng. Đằng sau bố trí các khẩu pháo được bảo vệ và hỗ trợ bởi các mộc đỡ đạn có thể được sử dụng để dễ dàng điều khiển các khẩu pháo. Hai chiến thuật này đã khiến pháo binh của Babur có hiệu suất sát thương cực kỳ hiệu quả.Pháo có thể được bắn mà không sợ bị bắn trúng, vì chúng được che chắn bởi những chiếc xe bò được giữ cố định tại chỗ được nối lại với nhau dây thừng. Các khẩu pháo hạng nặng cũng có thể dễ dàng di chuyển qua các mục tiêu mới, vì chúng được đặt trên những ván gỗ được lắp bánh xe.

## Hậu quả
Ibrahim Lodi chết trên chiến trường cùng với 20.000 quân của mình. Trận chiến Panipat là một chiến thắng quyết định đối với nhà Thiếp Mộc Nhi. Về mặt chính trị, Babur đã giành được vùng đất mới và khởi đầu cho Đế chế Mughal lâu dài ở trung tâm Tiểu lục địa Ấn Độ.